# 掛時計

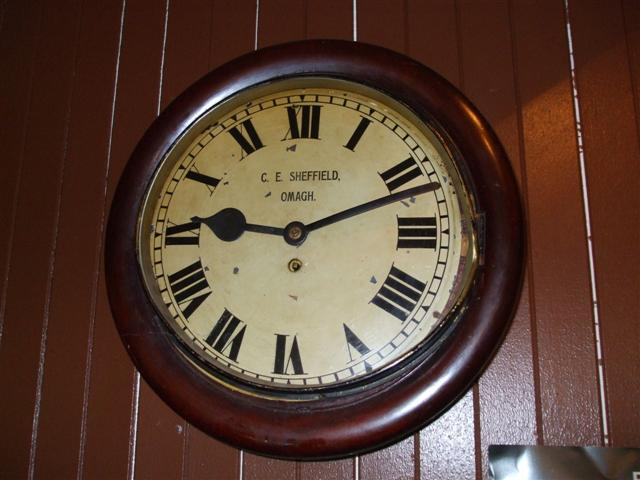
掛け時計

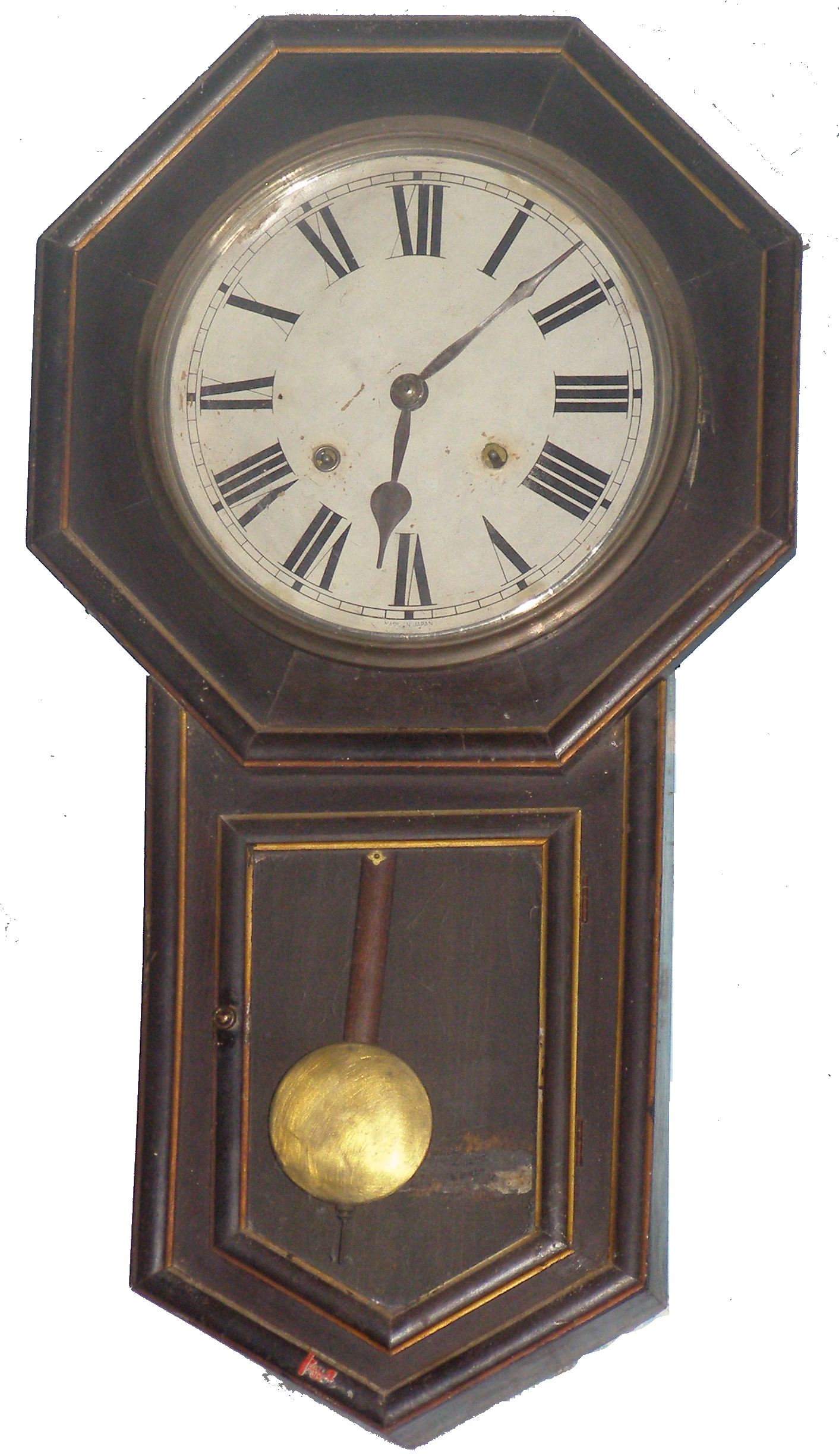
大正・昭和前期の日本では一般的だった、振り子式の掛時計（柱時計）重いので柱に掛けるのが一般的。振り子時計も参照。

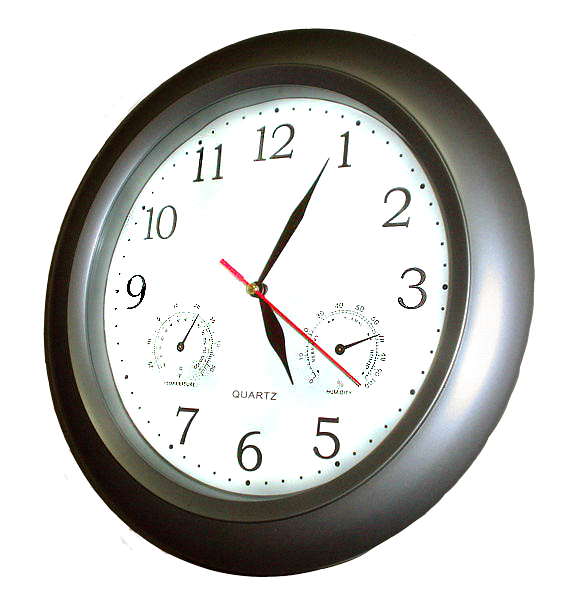
現代のクオーツ式掛時計

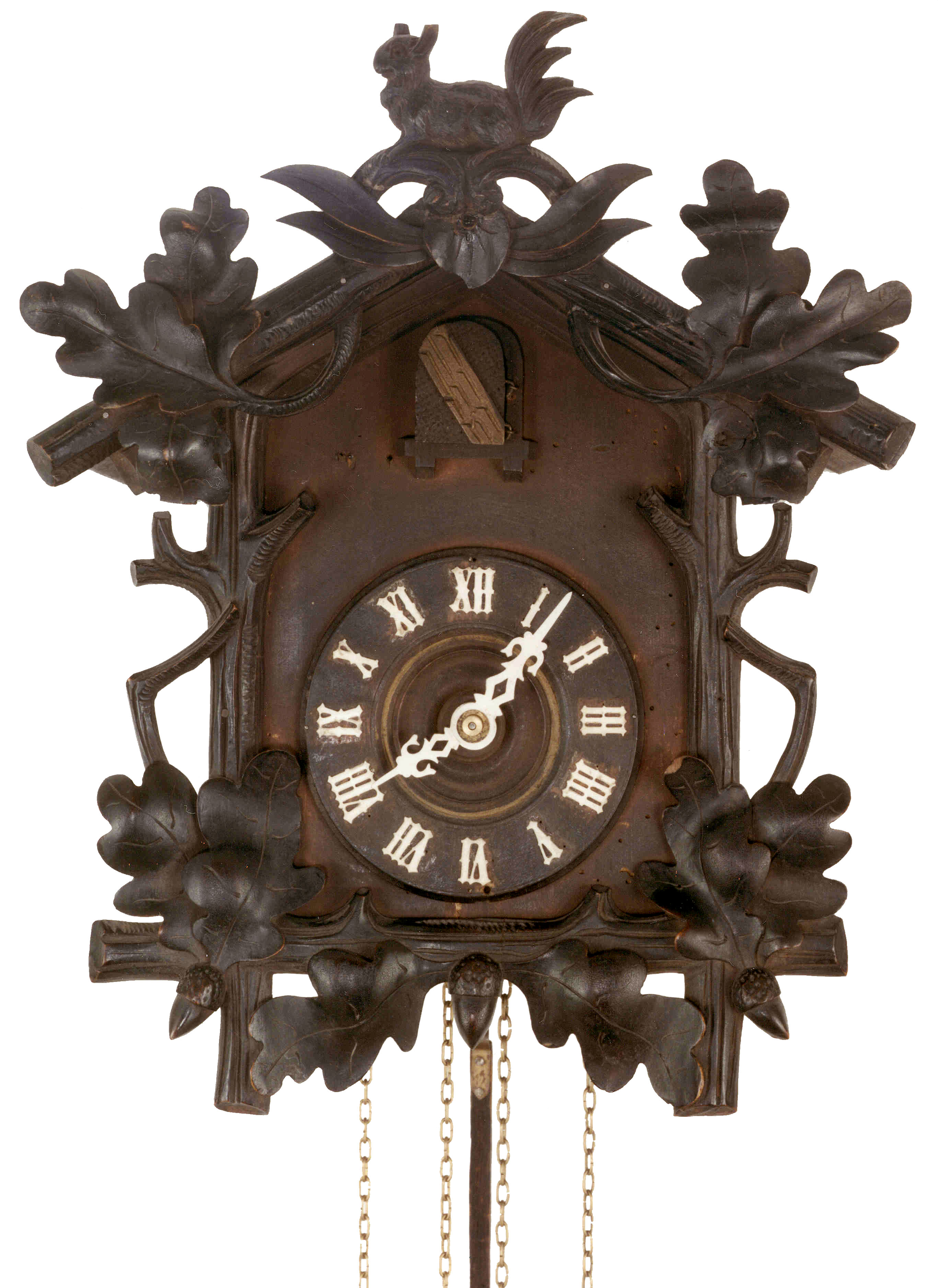
鳩時計

掛時計、掛け時計（かけどけい）は、壁や柱などに（釘などにより掛ける点を設け）掛ける、という設置スタイルの時計である。「壁掛け時計」とも。クウォーツ化以前の振り子時計は重かったため、掛けるのに、脆い材料であることも多い壁面ではなく、強度のある柱を利用することが専らであったため「柱時計（はしらどけい）」という語がある。また英語では wall clock という表現に近いが、wall clock には掛けてあるものだけでなく、ムーブメントが壁自体に埋め込まれていて壁面自体に文字盤の模様があるようなものも含まれ、また「個人用ではなく、部屋などその壁が見える範囲で共有されるための時計」というような意味もあるため、「掛時計」と一対一には対応しない。

## 概説
掛時計は壁面や柱に掛けておく時計である。壁面や柱などに、釘・フックなどを打ちこみ、そこに掛けておく。多くは時計の裏面に小さな（涙型の）穴があいており、そこに釘やフックがひっかかるようになっている。
日本ではかつて、もっぱら振り子式の掛時計が普及していた時代があった。その後、電池式（巻きバネ振り子）のものが主流になり、次いでクオーツ式のものが増えた。
企業の事務所（オフィス）、工場などでは、実用性・視認性が重視され、大きな円形で、白い文字盤で、シンプルな表示のものが用いられていることが多い。
家庭（住宅）においては、インテリアの一部として用いられ、さまざまなデザインのものが用いられている。くつろぐために、木材の素材感を前面に出したもの（「ウッディ」なもの）が用いられたり、洗練された室内装飾の部屋では洗練されたなデザインのものが用いられたりする。子供部屋には、子供が好む 楽しげなデザインのものが用いられることも多い。
（一般的なホームセンターや東急ハンズ 等々で）掛け時計を自作するための部品としてムーブメント（および針）がセットでかなり安価に販売されていることも多いので、自分の好みの素材で文字盤の部分を自作し、自宅のインテリアにぴったりの掛け時計や、世界でひとつのオリジナルな掛け時計を自作することも可能である。
近年では、アナログ針の時刻表示とデジタル表示の時刻表示を組み合わせたものや、天気予報機能を搭載したもの、電波時計機能を搭載しているものも増えている。
かつて多かった一般的な鳩時計も掛け時計の一種に分類できる。最近では、電子回路を用いて、時刻ごとに異なった鳥の鳴き声で時刻を知らせる掛時計も販売されている。

## 主な製造元
- セイコー（SEIKO）
- シチズン（CITIZEN）
  - リズム（RHYTHM）

- ノア精密（MAG）
- カシオ計算機（CASIO）
- 保土ヶ谷電子販売[2]（FORMIA）
- 芳国産業[3]（Landex）
- タカタレムノス[4]（Lemnos）

その他、工房などと多くの中小メーカーが独自のブランドで製作・販売している。